# Verklaring van Praag
De Verklaring van Praag over het Europese Geweten en het Communisme  ("Prague Declaration on European Conscience and Communism") werd op 3 juni 2008 door een aantal prominente Europese politici, voormalige politieke gevangenen en historici ondertekend.

## Doelstellingen
De verklaring roept op tot de veroordeling van communistische misdaden, alsmede tot het uitroepen van de datum 23 augustus tot Europese herdenkingsdag voor de slachtoffers van het stalinisme en het nazisme. Het Europees Parlement nam op 2 april 2009 het besluit om deze gedenkdag in te stellen.

## Geschiedenis
Met de verklaring werd de internationale conferentie Het Europese geweten en het Communisme in de Tsjechische Senaat in Praag afgesloten. De conferentie was georganiseerd door de senaatscommissie voor Onderwijs, Wetenschap, Cultuur, Mensenrechten en Petities, onder beschermheerschap van de plaatsvervangend Minister-president van de Tsjechische Republiek Alexandr Vondra. 
Prominente ondertekenaars waren o.a. Václav Havel, Joachim Gauck, Göran Lindblad en Vytautas Landsbergis.
Schriftelijke steunverklaringen werden ontvangen van de Franse president Nicolas Sarkozy, alsmede van Lady Margaret Thatcher en de Amerikaanse veiligheidadviseur Zbigniew Brzezinski.

## Kritiek
De historicus en Nazi-jager Efraim Zuroff, directeur van het Simon Wiesenthal Centrum in Jeruzalem, bekritiseerde de Verklaring van Praag‚ omdat deze "de Holocaust en zijn unieke betekenis voor de wereldgeschiedenis relativeert" en noemde deze "het manifest van de beweging, die communistische misdaden met die van de Nazi’s gelijk stelt".

## Weblinks
- Volledige tekst ontwerp-resolutie van het Europees Parlement, d.d. 30 maart 2009[dode link]